# Pleszew Wąskotorowy
Pleszew Wąskotorowy – stacja kolejowa w Kowalewie, w województwie wielkopolskim, w Polsce.
Była stacją styczną Krotoszyńskiej Kolei Dojazdowej do stacji normalnotorowej Pleszew na trasie Poznań Główny - Katowice. Pleszew i Pleszew Wąskotorowy położone są we wsi Kowalew przy ulicy Dworcowej. Stacja uruchomiona została w 1900 roku. W okresie świetności współdzieliła ze stacją Pleszew kasy i poczekalnię oraz punkt gastronomiczny.
Ruch wąskotorowy był prowadzony bardzo często, tj. 12 par pociągów. Obsługę całej kolejki stanowiły dwie osoby, maszynista i kierownik pociągu pełniący jednocześnie funkcję konduktora. Ruch na linii wąskotorowej był prowadzony lokomotywami spalinowymi Lyd-1 252.
4-kilomentrowy odcinek torów pomiędzy stacją Pleszew Wąskotorowy a Pleszew Miasto ma jedną szynę wspólną, natomiast druga jest indywidualna dla wąskiego i normalnego toru (tzw. splot). Ruch normalnotorowy jest prowadzony jedynie sporadycznie i tylko przez pociągi towarowe, dostarczające najczęściej węgiel na rampę rozładunkową dla składu węgla.
30 czerwca 2006 roku Urząd Miasta i Gminy Pleszew podpisał ze Stowarzyszeniem Kolejowych Przewozów Lokalnych w Kaliszu umowę dotyczącą przywrócenia regularnych kursów kolei wąskotorowej na trasie Pleszew Wąskotorowy - Pleszew Miasto. Uruchomienie kolejki (jako Pleszewska Kolej Lokalna) planowano na 1 września, jednak z powodu złego stanu torów przesunięto na 17 września. Tego dnia po raz pierwszy ruszyło regularne połączenie Pleszew Miasto - Pleszew Wąskotorowy. Połączenie zostało wznowione w 2015 r.
Stacja Pleszew Wąskotorowy znajdowała się na:
- 36 km od stacji Krotoszyn Wąskotorowy
- 10 km od stacji Dobrzyca
- 4 km od stacji Pleszew Miasto